# Linda Gray

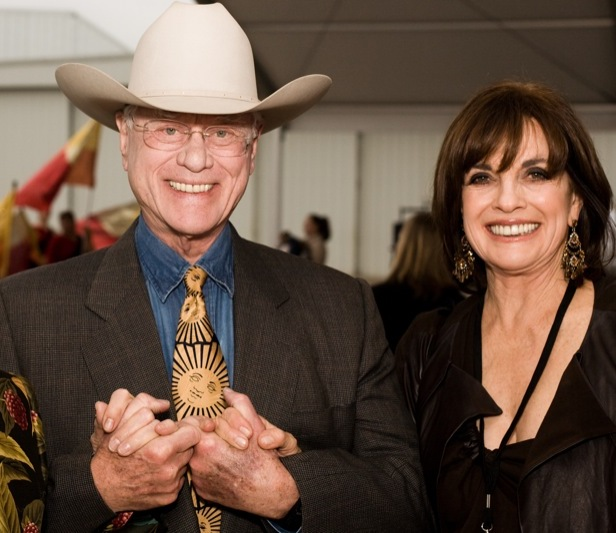
Larry Hagman și Linda Grey

Linda Ann Gray (n. 12 septembrie 1940) este o actriță americană, cunoscută pentru rolul său Sue Ellen Ewing din filmul serial Dallas, distribuit de către Columbia Broadcasting System, rol pe care l-a interpretat în perioada 1978-1989.
În anul 2012 a jucat în noul serial *Dallas produs de Turner Network Television (TNT).